# San Salvatore di Sinis
San Salvatore di Sinis è una frazione del comune di Cabras, in provincia di Oristano.

## Storia

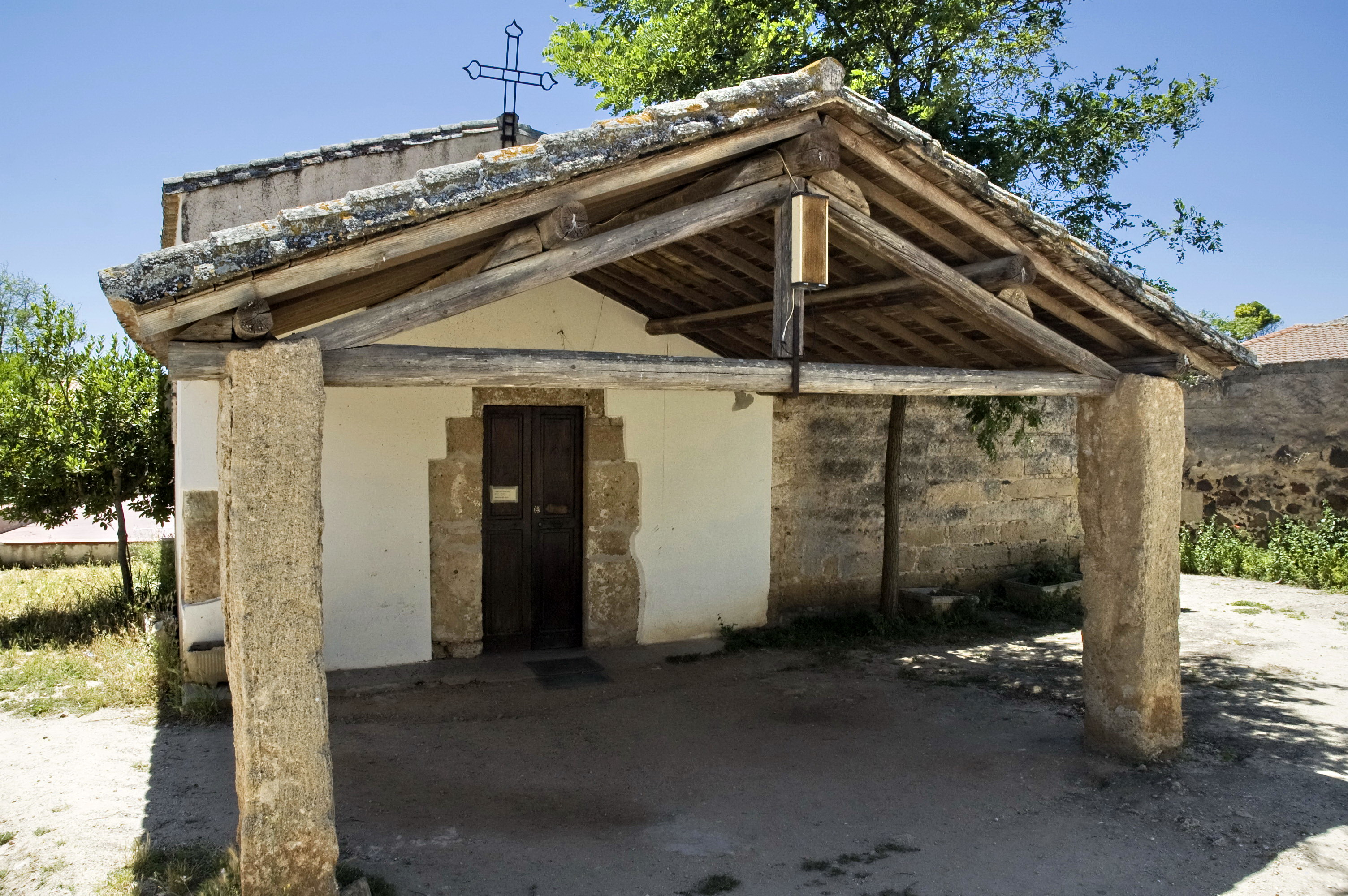
Chiesa di San Salvatore

Borgata di origine medievale, deve il suo nome all'omonima chiesa situata al centro del paese, nel cui sotterraneo si trova un antico santuario pagano di origine nuragica, incentrato sul culto delle acque e ricostruito nel VI secolo. In particolare, l'ipogeo risulta molto interessante in quanto testimonianza di diverse sovrapposizioni religiose: origine nuragica, poi tempio per le divinità romane, su una parete vi è un'iscrizione in arabo, un'invocazione ad Allah, probabile resto di qualche assalto riuscito da parte di predoni islamici in epoca medievale.
Il soffitto del pozzo sacro giace al di sotto del livello del mare ed è collegato da una fessurazione luminosa al pavimento dell'edificio cristiano, che fu ricostruito sopra di esso e in dimensioni più piccole di quelle del tempio nuragico originale.,
Numerosi i graffiti, rarissime testimonianze della vita quotidiana in epoca romana: scene di un ippodromo, disegni di scarsissima qualità di animali e altri invece di pregevole fattura, lettere dell'alfabeto greco, forse testimonianze di esercitazioni di scrittura.
Sul luogo sono presenti delle piccole abitazioni rurali (dette "cumbessias") edificate verso la fine del XVII secolo e utilizzate dai proprietari in particolar modo durante le novene. La festa di San Salvatore si festeggia il sabato e la 1ª domenica del mese di settembre.
Tra gli anni sessanta e settanta, con l'avvento del fenomeno del western all'italiana, il borgo, viste le sue caratteristiche che ricordano i paesaggi messicani, fece da location a numerosi film western.

## Cultura

### Festività
I festeggiamenti per l'omonimo patrono iniziano il sabato mattina con la famosa Corsa degli Scalzi, che consiste in una processione fatta di corsa dai fedeli, che trasportano da Cabras alla borgata di San Salvatore di Sinis, a piedi nudi (da qui il nome corsa degli scalzi), il simulacro di San Salvatore, per una distanza complessiva di circa 9 km.
Una volta arrivata nel paesino, la statua rimane nella chiesa fino alla domenica sera, quando i fedeli (detti curridoris) la riportano, sempre di corsa, nella chiesa di Santa Maria a Cabras, dove verrà riposta nella propria cappella. I giorni della festa della "Corsa degli Scalzi" sono il sabato e la domenica del weekend della prima domenica di settembre.